# Yawara

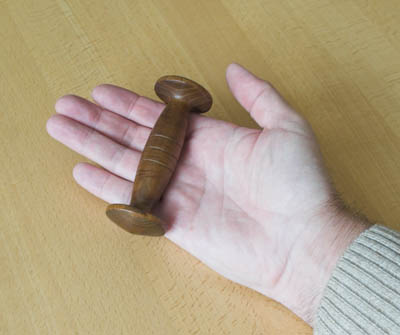
Yawara

Yawara (jinak také pasak či dulo dulo) je japonská zbraň používaná v různých bojových uměních. Jedná se o malou tyč či hůlku, 12 až 15 centimetrů dlouhou, o malý kousek přesahující na obou koncích dlaň. Tělo yawary bývá z tvrdého dřeva a může být opatřeno výřezy pro pevnější úchop.
Předchůdcem yawary byla pravděpodobně vadžra, používaná buddhistickými mnichy, která mohla být v případě nutnosti použita k sebeobraně. Nástupcem yawary je dnes rozšířenější kubotan, který je menší a lehčí, často zakončen hrotem či špičkou. Na výrobu kubotanu se obvykle používá jiných, modernějších materiálů, například plastu a hliníku.
Boj s yawarou je součástí několika druhů ju-jitsu.

## Použití
Oba konce yawary lze použít k úderu, nebo tlaku na citlivé tlakové body na těle oponenta. Vitálními body, které lze yawarou snadno zasáhnout, jsou například čelo, hřbet nosu, horní ret, brada, spánek, čelist, biceps, solar plexus, loket, předloktí, koleno, ledviny, zápěstí a genitálie.
Různé kombinace úchopů umožňují použití široké škály technik. Při klasickém úchopu lze vést přímé, vnitřní, vnější, horní i spodní údery. Když je yawara držena "přes předloktí“, může být použita i k blokování protivníkových úderů, či dokonce útoků nožem či mečem. Při sevření yawary v dlani dochází ke zpevnění pěsti, čímž se zvyšuje účinnost úderů klouby ruky. Yawaru lze také použít pro nasazení různých pák a znehybnění protivníka.
Metody použití yawary se značně rozšiřují, pokud je yawara vybavena řemínkem, který vytváří uvolňovací, zpětnou úchopovou variantu. Yawaru tak lze rychle vymrštit a zatáhnout zpět do výchozí útočné polohy v dlani. Řemínek také yawaru efektivně prodlužuje, což usnadňuje použití různých bojových technik, jako je škrcení a rdoušení.
Původní yawara mohla být také zakončena malými háčky, určenými k zachycení protivníkova oděvu.

### Policejní použití
O rozšíření yawary do celého světa se zasloužil japonský přistěhovalec Frank Matsuyama, který učil v 30. letech policejní složky v Berkeley v Kalifornii technice použití yawary. Matsuyama později napsal knihu "How to Use the Yawara Stick for the Police" (Jak používat Yawaru pro policii), která podrobně popisuje použití vylepšené yawary, kterou vytvořil pro policisty okolo roku 1937. Nová verze yawara byla vyrobena z bakelitu a na obou koncích měla kovové hroty. Matsuyama ve své knize o vylepšení yawary uvedl: „Tato Yawara je velmi účinná, snadno se nosí, je snadné se naučit ji používat a její použití se snadno pamatuje. Je těžké – ve skutečnosti téměř nemožné – ji vytrhnout policistovi ze sevřené ruky. Nová yawara je lépe vypadající, velmi nenápadná a na veřejnosti nevzbuzuje pozornost – i když je právě používána.“ 
Příručka z roku 1985 vydaná Universitou Illinois v Urbana Champaign s názvem "Police Yawara Stick Techniques, Second edition" uvádí výhody a nevýhody yawary jako zbraně a uvádí, jak mohou policisté efektivně využívat yawaru, a obsahuje ilustrace pro každý způsob použití. 

### Yawara v sebeobraně
Yawara je jednoduchým a levným sebeobranným prostředkem vhodným pro muže i ženy. Lze ji nosit pohodlně v kapse či na klíčích. Její hlavní výhoda spočívá v nenápadnosti a momentu překvapení. Základní jednoduchý úder namířený na výstupky kostí, krk či obličej způsobí útočníkovi ostrou bolest, čímž lze uvolnit jeho sevření či získat čas na útěk. Její opravdu účinné použití je však podmíněno zaškolením do techniky boje s ní a základní znalostí anatomie pro efektivní vedení úderů na tlakové body.